# Bar (TV-oddaja)
Bar je tekmovalna resničnostna oddaja na izpadanje, ki se je prvi dve sezoni predvajala na POP TV, drugi dve pa na Planet TV. Nastala je po licenci švedske produkcijske hiše Strix.

## Predvajanje, pravila igre in glasovanje

### POP TV
Tekmovalci so tri mesece živeli v skupnem stanovanju ter vodili bar, ob sredah medsebojno ocenjevali s plusi in minusi. Tekmovalec, ki je dobil največ minusov, ter tekmovalec, ki ga izbral tisti z največ plusi, sta se v soboto pomerila na »vročem stolu«. Gledalci so s telefonskim glasovanjem (v 2. sezoni pa še z SMS) določili, kateri od njiju bo ostal v oddaji.
Dogajanje v živo se je prenašalo prek plačljive spletne strani. Povzetek dnevnega dogajanja je POP TV predvajal vsak večer, razen v nedeljo.

### Planet TV
Oddaja se je v 4. sezoni predvajala od torka do petka ob 21.00, v soboto ob 20.00 pa še v živo.

## Sezona 1
(od 26. septembra 2005 do 17. decembra 2005)
Bar Manager je bil Gaber Žgavc. Voditelj oddaje je bil Bastjan Kepic. Tekmovalci so vodili lokal AS Lounge v Knafljevem podhodu v Ljubljani. Za ogled so bile naprodaj kartice Bar Fan Card. V stanovanju je bilo 14 kamer, v baru pa 12. Tekmovalcev je bilo 14 (7 fantov in 7 deklet).
Zmagovalec Andrej Lavrič je za nagrado prejel 5 milijonov tolarjev in avto znamke Fiat Panda.

### Ustvarjalci oddaje
Sobotne oddaje sta režirala Marjan Kučej in Špela Horvat. Stilistka je bila Metka Albreht. Direktor fotografije je bil Robert Brožič. Izvršni producent je bil Samo Žerdin.

### Tekmovalci in uvrstitve
| Teden izločitve      | Ime                | Kraj              | Starost |
| -------------------- | ------------------ | ----------------- | ------- |
| 1. (7. dan)          | Tina Žarki         | Ljubljana         | 30 let  |
| 2. (14. dan)         | Matjaž Marušič     | Hrvatini          | 25 let  |
| 3. (21. dan)         | Alma Brdžanović    | Ljubljana         | 19 let  |
| 4. (28. dan)         | Tanja Golob        | Ljubljana         | 24 let  |
| 5. (35. dan)         | Ažbe Slapar        | Ljubljana         | 19 let  |
| 6. (42. dan)         | Tanja Drolc - Cupi | Šenčur            | 21 let  |
| 7. (48. dan)         | Matjaž             | Ljubljana         | 19 let  |
| 7. (49. dan)         | Klemen Kalšek      | Zagorje ob Savi   | 27 let  |
| 8. (56. dan)         | Boris Bukšek       | Ljubljana         | 24 let  |
| 9. (63. dan)         | Jasna              | Škofije pri Kopru | 20 let  |
| 10. (70. dan)        | Rada Vukobrat      | Grosuplje         | 20 let  |
| 11. (77. dan)        | Sara Jurjavčič     | Koper             | 28 let  |
| 12. (finale 84. dan) | Mišo Stevanović    | Maribor           | 26 let  |
| Zmagovalec           | Andrej Lavrič      | Ljubljana         | 21 let  |

## Sezona 2
(od 23. septembra 2006 do 16. decembra 2006)
Bar Manager je bil Gaber Žgavc. Voditelj oddaje je bil Bastjan Kepic. Tekmovalci so vodili kletni lokal centra Bachus pri Kongresnem trgu v Ljubljani. V stanovanju je bilo 11 kamer, v baru pa 13. Tekmovalcev je bilo 12 (6 fantov in 6 deklet).
V drugi sezoni so bili tekmovalci sprva razdeljeni na dve skupini (»beli« in »črni«). Skupine so bile razpuščene po odpiranju kuvert v šestem tednu tekmovanja. Ko se je na koncu šestega tedna iz šova morala izseliti tekmovalka Tina, jo je zamenjala njena sestra dvojčica Ines.
Zmagovalec Emil Širić je za nagrado prejel 12 milijonov tolarjev.

### Ustvarjalci oddaje
Izvršni producent je bil Samo Žerdin, scenograf je bil Borut Košir, direktor fotografije pa Robert Brožič.

### Tekmovalci in uvrstitve[11]
| Teden izločitve      | Tekmovalec        | Kraj          | Starost |
| -------------------- | ----------------- | ------------- | ------- |
| 1. (8. dan)          | Maja Hribar       | Ljubljana     | 20 let  |
| 2. (15. dan)         | Petra Gorenc      | Ljubljana     | 23 let  |
| 3. (22. dan)         | Katja Kranjc      | Maribor       | 23 let  |
| 4. (29. dan)         | Tamara Kolednik   | Maribor       | 18 let  |
| 5. (36. dan)         | Gašper Papež      | Kamnik        | 20 let  |
| 6. (43. dan)         | Tina Hižar        | Medvode       | 26 let  |
| 7. (50. dan)         | Žiga Trkulja      | Ljubljana     | 20 let  |
| 8. (57. dan)         | Bojana Kosi       | Sveta Trojica | 28 let  |
| 9. (61. dan)         | Ines Hižar        | Medvode       | 26 let  |
| 9. (64. dan)         | Jernej Zavadlav   | Opatje selo   | 22 let  |
| 10. (71. dan)        | Špela Kumar       | Pijava Gorica | 23 let  |
| 11. (78. dan)        | Klemen Pungartnik | Mežica        | 29 let  |
| 12. (finale 85. dan) | Gregor Zonta      | Ankaran       | 24 let  |
| Zmagovalec           | Emil Širić        | Laško         | 27 let  |

## Sezona 3
(od 2. marca 2015 do 13. junija 2015)
Bar se je nahajal v 11. nadstropju ljubljanskega Nebotičnika. Barov menedžer je bil Denis Vikić, voditelj oddaje pa Bastjan Kepic. Ogled v živo je bil možen preko 18 kamer (9 v stanovanju, 9 v lokalu) na plačljivi spletni strani. Stanovanje je dala na voljo družina novinarja Vladimirja Voduška.
Zmagovalec Črt Banko je prejel 50.000 evrov.

### Zanimivosti o tekmovalcih
Tekmovalki Ivica Kumer Jakomin in Dolores Jakomin sta mama in hči.

### Tekmovalci in uvrstitve
| Teden izločitve              | Tekmovalec          | Kraj          | Starost |
| ---------------------------- | ------------------- | ------------- | ------- |
| 1. (6. dan)                  | Maruša Trampuž      | Sežana        | 24 let  |
| 2. (odšel 12. dan)           | Miloš Mar           | Ljubljana     | 26 let  |
| 2. (13. dan)                 | Eva Puppis          | Šenčur        | 25 let  |
| 3. (izločil manager 20. dan) | Nataša Bernik       | Maribor       | 33 let  |
| 3. (20. dan)                 | Danijel Lindič      | Boštanj       | 28 let  |
| 4. (27. dan)                 | Kim Habijan         | Domžale       | 23 let  |
| 5. (34. dan)                 | Rene Šantić         | Kamnik        | 27 let  |
| 6. (41. dan)                 | Vita Udovič         | Novo Mesto    | 23 let  |
| 7. (48. dan)                 | Nejc Rek            | Velenje       | 24 let  |
| 7. (odšla 49. dan)           | Dolores Jakomin     | Velenje       | 21 let  |
| 8. (55. dan)                 | Ivica Kumer Jakomin | Velenje       | 39 let  |
| 9. (62. dan)                 | Damjan Brajko       | Portorož      | 26 let  |
| 10. (69. dan)                | Tanja Balabanić     | Vrhnika       | 30 let  |
| 11. (76. dan)                | Sanja Kerić         | Piran         | 24 let  |
| 12. (83. dan)                | Emi Nikočević       | Škofja Loka   | 23 let  |
| 13. (90. dan)                | Joel Srbu           | Ljubljana     | 26 let  |
| 14. (98. dan)                | Suzana Zeković      | Murska Sobota | 24 let  |
| 15. (finale 104. dan)        | Ivona Pavlović      | Ljubljana     | 20 let  |
| Zmagovalec                   | Črt Banko           | Piran         | 33 let  |

## Sezona 4
(od 4. septembra 2018 do 5. januarja 2019)
Bar se je nahajal na Kongresnem trgu 3 v Ljubljani. Barov menedžer je bil Emi Nikočević, tekmovalec v 3. sezoni. Voditelja sta bila Jasna Kuljaj in Domen Kumer.
Zmagovalec Sandi Jug je za nagrado dobil 50.000 evrov.

### Zanimivosti o tekmovalcih
Tekmovalec Erik Oprešnik je pred tem nastopil v filmih Gremo mi po svoje in Gremo mi po svoje 2.

### Ustvarjalci oddaje
Scenograf je bil Aleksander Cvijanović.

### Tekmovalci
| Teden izločitve | Ime                    | Kraj                  | Starost | Sklic  |
| --------------- | ---------------------- | --------------------- | ------- | ------ |
|                 | Karmen Koren           | Gančani               | 32 let  | [ 20 ] |
|                 | Katarina Kosem         | Radomlje              | 29 let  | [ 21 ] |
|                 | Kristian Bamburač      | Ljubljana             | 25 let  | [ 22 ] |
|                 | Žiga Rajh              | Šmartno ob Paki       | 25 let  | [ 23 ] |
|                 | Tamara Cimerman        | Maribor               | 29 let  | [ 24 ] |
|                 | Sara Premrl            | Sežana                | 29 let  | [ 25 ] |
|                 | Noemi Jugovac          | Izola                 | 30 let  | [ 26 ] |
|                 | Matej Virag            | Grosuplje             | 30 let  | [ 27 ] |
|                 | Lara Novak             | Ljubljana             | 24 let  | [ 28 ] |
|                 | Gregor Juntez          | Ljubljana             | 35 let  | [ 29 ] |
|                 | Grega Jakhel Kolarević | Ljubljana             | 33 let  | [ 30 ] |
|                 | Erik Oprešnik          | Ljubljana             | 27 let  | [ 31 ] |
|                 | Maruša Zejnić          | Maribor               | 22 let  | [ 32 ] |
|                 | Jasmina Kananović      | Maribor               | 33 let  | [ 33 ] |
|                 | Tea Kavkler            | Laporje               | 29 let  | [ 34 ] |
|                 | Anja Kepic             | Lukovica pri Domžalah | 24 let  | [ 35 ] |
|                 | Gašper Hrnčič          | Ljubljana             | 38 let  | [ 36 ] |
|                 | Nika Breznikar         | Koper                 | 27 let  | [ 37 ] |
|                 | Vid Kosem              | Radomlje              | 30 let  | [ 38 ] |
|                 | Srečko Popović         | Mengeš                | 36 let  | [ 39 ] |
|                 | Oksana Zhakel          | Koper                 | 37 let  | [ 40 ] |
| Zmagovalec      | Sandi Jug              | Poljčane              | 33 let  | [ 41 ] |

## Tekmovalci po koncu snemanja

### Sezona 1
Alma Brdžanović je leta 2005 pozirala za novembrsko številko slovenske izdaje revije Playboy. Leta 2006 je nastopila v oddaji Piramida na TV Slovenija. Boris Bukšek se je leta 2006 pojavil v videospotu Mirne Reynolds za pesem Muca. Mišo Stevanović je bil komentator v 1. in 2. sezoni resničnostne oddaje Gostilna išče šefa.

## Odzivi v medijih

### Sezona 1
Miha Štamcar s tednika Mladina je tekmovalko Almo Brdžanović uvrstil med predstavnike sodobnega slovenskega primitivizma. O njej je zapisal tudi: »Bila je najglasnejša. Bila je najmanj oblečena. Bila je najbolj čustvena in vedno je povedala vse, kar je mislila.«. Posmehnil se je njenim zgodbam o tem, kako so se nad njo navdušili nekateri slavni moški.